# Lycinus epipiptus
Espèce
Synonymes
- Levina epipiptusa Zapfe, 1963

Lycinus epipiptus est une espèce d'araignées mygalomorphes de la famille des Pycnothelidae.

## Distribution
Cette espèce se rencontre au Chili dans les régions de Coquimbo, de Valparaíso et du Maule et en Argentine dans la province de Mendoza,,.

## Description
Le mâle holotype mesure 14,0 mm.
Le mâle décrit par Goloboff en 1995 mesure 23,40 mm et la femelle 33,00 mm.

## Systématique et taxinomie
Cette espèce a été décrite sous le protonyme Levina epipiptusa par Zapfe en 1963. Elle est placée en synonymie avec Lycinus gajardoi par Schiapelli et Gerschman en 1973. Elle relevée de synonymie par Goloboff en 1995.

## Publication originale
- Zapfe, 1963 : « Levina epipiptusa (n. g. n. sp.). » Investigaciones Zoológicas Chilenas, vol. 9, p. 125-131.